# ریا پرسیوال
ریا پرسیوال (انگلیسی: Ria Percival؛ زادهٔ ۷ دسامبر ۱۹۸۹) بازیکن فوتبال اهل نیوزیلند است.
از باشگاه‌هایی که در آن بازی کرده‌است می‌توان به باشگاه فوتبال بازل و باشگاه فوتبال آینتراخت فرانکفورت (زنان) اشاره کرد.
وی همچنین در تیم‌های ملی فوتبال تیم ملی فوتبال زیر 20 سال زنان نیوزلند و زنان نیوزیلند بازی کرده‌است.